# Ochropleura juncta
Ochropleura juncta là một loài bướm đêm trong họ Noctuidae.